# 日下慶太
日下 慶太(くさか けいた、1976年 - )は日本のコピーライター、写真家。

## 来歴
大阪府吹田市生まれ、大阪在住。大学時代にユーラシア大陸を陸路で横断。チベット、カシミール、内戦中のアフガニスタンなど世界をフラフラと旅して電通に入社。商店街のユニークなポスターを制作し町おこしにつなげる「商店街ポスター展」の仕掛け人。コピーライターとして勤務する傍ら、写真家、UFOを呼ぶためのバンド「エンバーン」のリーダーとして活動している。2018年6月に初の著書『迷子のコピーライター』を出版した。ツッコミたくなる風景ばかりを集めたブログ 『隙ある風景』 を日々更新。

## 広告作品

### 商店街ポスター展[2]。
1. 新世界市場ポスター展（2012年）
2. 文の里商店街ポスター展　大阪商工会議所]（2013年）　[3]
3. 伊丹西台ポスター展（2014年）　[4]
4. 女川ポスター展 （2014年） [5]
5. 大野ポスター展（2015年、2016年、2017年、2018年）

## 著作・執筆

### 迷子のコピーライター（2018年、イーストプレス）
日下慶太初の著書。小説的自伝。

## 音楽活動

### エンバーン
UFOを呼ぶために結成。音楽と愛とユーモアでUFOを呼ぶをコンセプトに2015年能勢妙見山頂にて結成。能勢妙見山、大阪なんば、兵庫県大野山、淀川河川敷、兵庫県西脇市日本へそ公園などでUFOを呼ぶ奇跡を起こす。その成功率はなんと約60%(2018年12月現在)。エンバーン音源　SoundCloud

### gas group
おならで演奏をするバンド。水内義人が中心となって結成。

## 受賞歴
- 佐治敬三賞
- グッドデザイン賞
- 東京コピーライターズクラブ最高新人賞
- ACCインタラクティブ部門　審査員特別賞
- ゆきのまち幻想文学賞
- 大阪日日新聞元気大賞　金賞
- 広告業界の若手が選ぶコミュニケーション大賞　優秀賞
- 朝日広告賞　入選
- 広告電通賞　優秀賞
- CCN賞
- 文化放送ラジオCM　審査員賞
- 台湾Times Asia Pacific Award 銀賞

## テレビ出演
- 『ニッポンのジレンマ』（2015年、NHK）
- 『ひらけ★まちなか ~まちを１つに クリエイターがみつめた大分』（2015年、テレビ大分）
- 『ABCハッカソン』（2016年、ABC）
- 『報道ランナー 新実のハッケン！』　「面白ポスターで街を元気に！広告界の名物クリエーター」（2018年、関西テレビ）